# تخم‌مرغ تنگاب‌پز

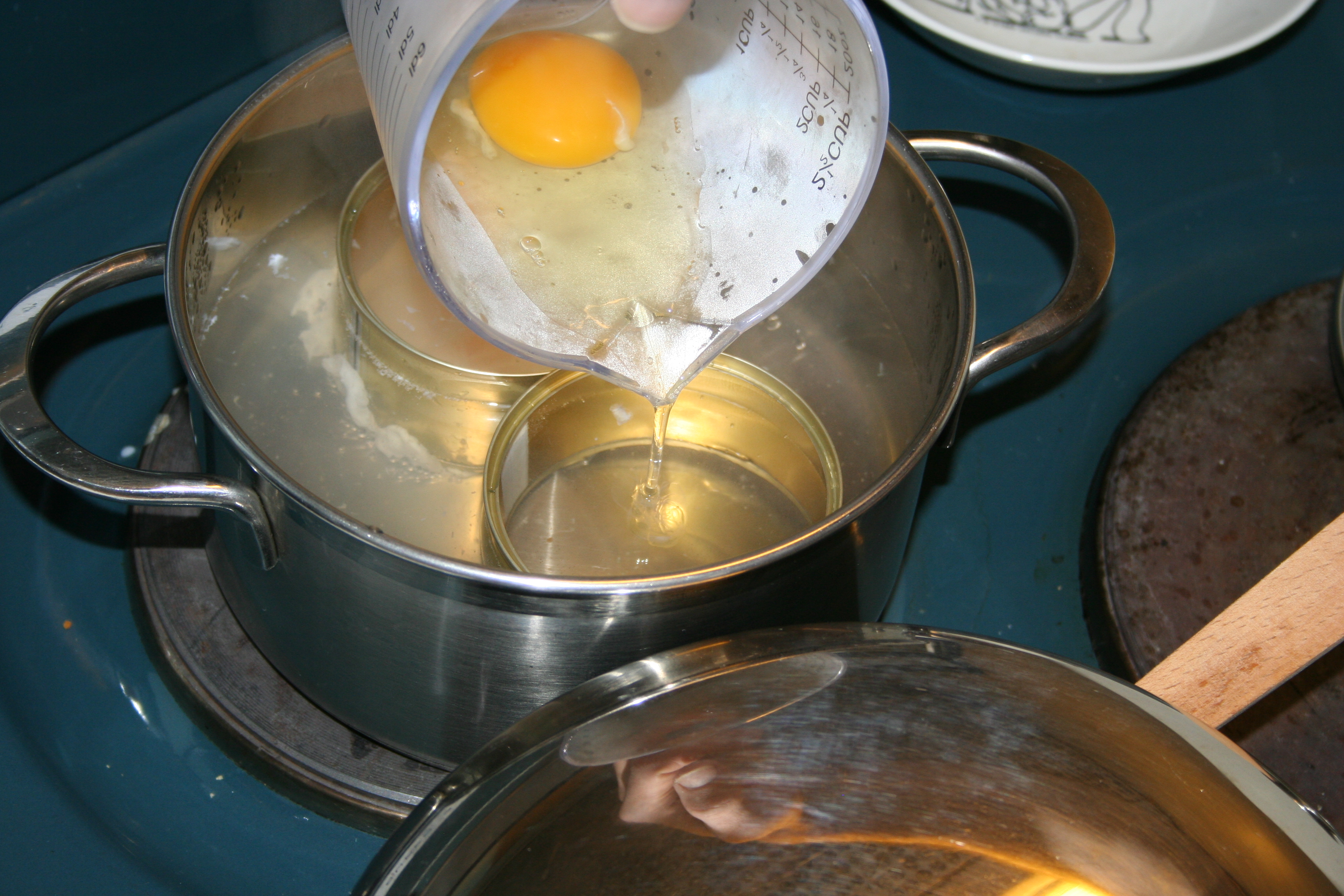
یک تخم مرغ به آرامی در قالب حلقه‌ای در یک قابلمه آب در حال جوش ریخته می‌شود

تخم‌مرغ تنگاب‌پز (به انگلیسی: Poached egg) تخم‌مرغی است که بدون پوسته، با آب پز کردن (یا گاهی بخارپز کردن) پخته شده‌است، برخلاف آرام‌پزی یا جوشاندن. این روش آماده‌سازی می‌تواند تخم مرغ‌های پخته‌شده‌تری نسبت به پختن در دماهای بالاتر مانند آب جوش به دست آورد.

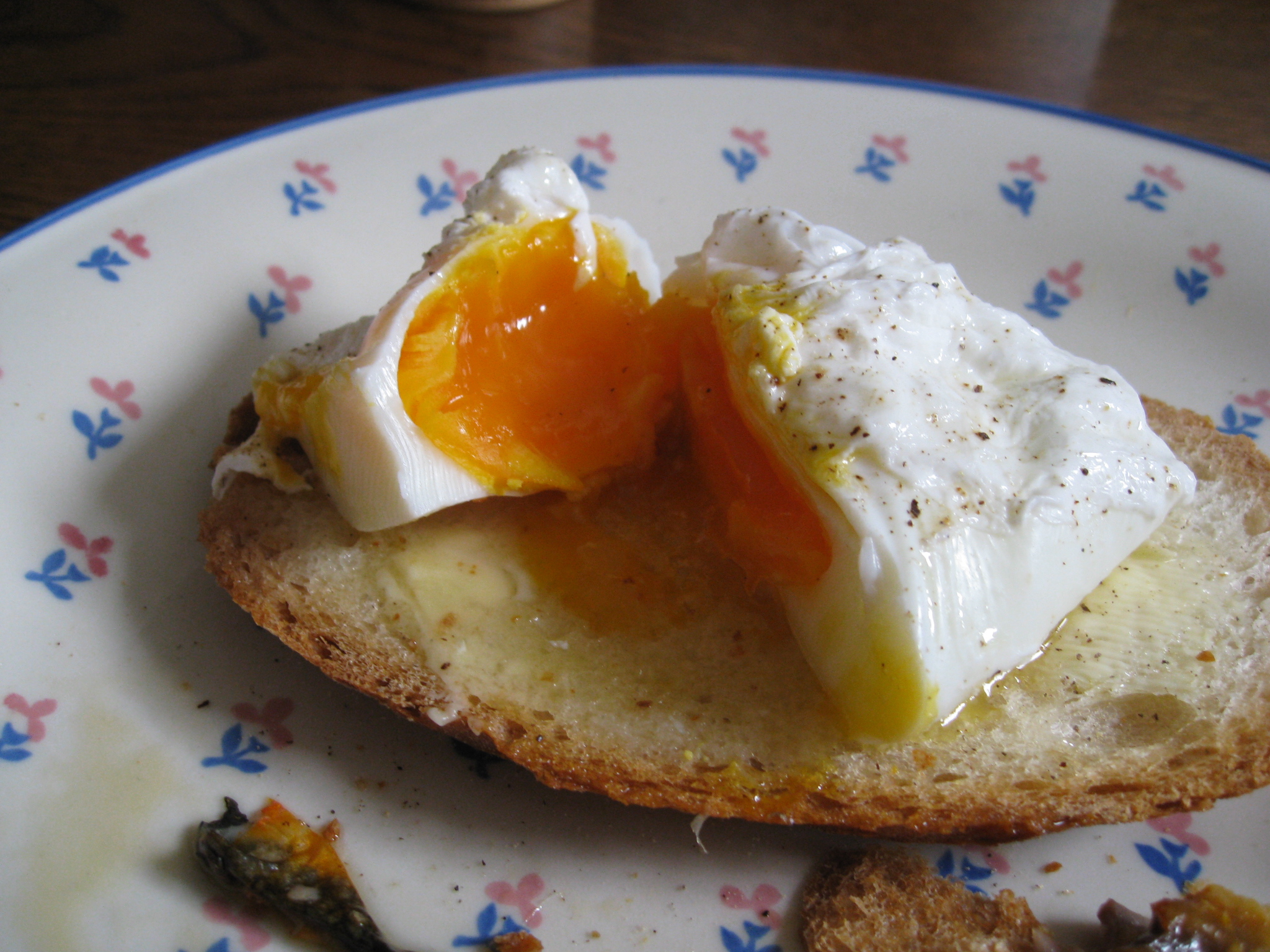
یک تخم مرغ آب‌پز روی نان، دونیم شده‌است